# Franjo Bosanac
Franjo Bosanac nebo Franciscus Bossinensis (ve  smyslu František Bosňák; 1485–1535) byl italský hudební skladatel pravděpodobně původem z Bosny. Někteří odborníci se však domnívají, že byl chorvatského původu. Žil a pracoval v Benátkách a na dvoře vévodů z Este. Vydal dvě sbírky hudby pro loutnu (obsahují 126 frottol a 46 ricercarů), obě v benátské tiskárně Ottaviana Petrucciho.